# Toccami/Piccolo slam
Toccami/Piccolo slam è un singolo discografico di Stefania Rotolo e Sammy Barbot, pubblicato nel 1977.
Toccami era la sigla di chiusura della prima edizione di Piccolo Slam, varietà televisivo del 1977 dedicato al mondo delle discoteche, scritta da Sammy Barbot, Puccio Roelens e Marcello Mancini, allora compagno e scopritore della soubrette. Sul lato b è incisa Piccolo slam, sigla iniziale del programma, scritta da Puccio Roelens..

## Tracce
Lato A
1. Toccami – 3:21 (Sammy Barbot-Marcello Mancini-Puccio Roelens)

Durata totale: 3:21
Lato B
1. Piccolo slam – 3:05 (Puccio Roelens)

Durata totale: 3:05